# Fakhreddine Ben Youssef
Fakhreddine Ben Youssef is een Tunesische voetballer. Hij is geboren in Tunis. Hij speelt nu bij Al-Ettifaq dat team komt uit Saoedi-Arabië.

## Internationale carrière
In mei 2018 werd hij geselecteerd met 29 mannen voor Wereldkampioenschap voetbal 2018.
Hij scoorde een gelijkmaker in de laatste groepsfase-wedstrijd tegen Panama. Dit doelpunt was het 2.500e doelpunt in de FIFA Wereldkampioengeschiedenis.
1 Ben Mustapha ·
2 S. Ben Youssef ·
3 Benalouane ·
4 Meriah ·
5 Haddadi ·
6 Bedoui ·
7 Khaoui ·
8 F. Ben Youssef ·
9 Badri ·
10 Khazri ·
11 Bronn ·
12 Maâloul ·
13 Sassi ·
14 Ben Amor ·
15 Khalil ·
16 Mathlouthi  ·
17 Skhiri ·
18 Srarfi ·
19 Khalifa ·
20 Chaalali ·
21 Nagguez ·
22 Hassen ·
23 Sliti ·
Coach: Maâloul